# Robert B. Johnston
Robert Ballantyne Johnston, detto Robert B. (Edimburgo, 6 ottobre 1937 – 19 ottobre 2023), è stato un generale statunitense.

## Biografia
Fu comandante del Marine Atlantic Forces Europe e della II Marine Expeditionary Force durante la Guerra del Golfo.
Fu capo di stato maggiore della CENTCOM ed ebbe il comando della UNITAF durante l'Operazione Restore Hope in Somalia nel 1992-93. In seguito, nel 1995, si ritirò dopo 34 anni di servizio con i marines.